# Tegenaria
A Tegenaria a pókszabásúak (Arachnida) osztályának pókok (Araneae) rendjébe, ezen belül a főpókok (Araneomorphae) alrendjébe és a zugpókfélék (Agelenidae) családjába tartozó nem.

## Rendszertani besorolásuk
2013-ban törzsfejlődéses (philogenesis) kutatást végeztek a Tegenaria póknemben. A kutatásból kitudódott, hogy ez a póknem valójában nem monofiletikus, azaz nem egy közös rendszertani őstől származó élőlények összességét foglalja magába, hanem igen hasonló pókok voltak idegyűjtve. Ennek következtében 2015 novemberében, a genetikailag nem ide tartozó pókokat kivonták a Tegenaria nemből és áthelyezték a számukra létrehozott Eratigena nevű póknembe. 2016 októberében további pókokat átsoroltak a Malthonica nembe.

## Rendszerezés
A nembe az alábbi 114 faj tartozik:
- Tegenaria abchasica Charitonov, 1941 – Oroszország, Grúzia
- Tegenaria achaea Brignoli, 1977 – Görögország
- Tegenaria adomestica Guseinov, Marusik & Koponen, 2005 – Azerbajdzsán
- Tegenaria africana Lucas, 1846 – Algéria
- Tegenaria agnolettii Brignoli, 1978 – Törökország
- Tegenaria angustipalpis Levy, 1996 – Görögország, Izrael
- Tegenaria anhela Brignoli, 1972 – Törökország
- Tegenaria animata Kratochvíl & Miller, 1940 – Szerbia, Montenegró, Macedónia
- Tegenaria annae Bolzern, Burckhardt & Hänggi, 2013 – Görögország
- Tegenaria annulata Kulczyński, 1913 – Bosznia-Hercegovina, Horvátország, Szerbia, Montenegró
- Tegenaria argaeica Nosek, 1905 – Bulgária, Törökország
- Tegenaria ariadnae Brignoli, 1984 – Kréta
- Tegenaria armigera Simon, 1873 – Korzika, Szardínia
- Tegenaria averni Brignoli, 1978 – Törökország
- Tegenaria bayeri Kratochvíl, 1934 – Bosznia-Hercegovina, Szerbia, Montenegró
- Tegenaria bayrami Kaya et al., 2010 – Törökország
- Tegenaria blanda Gertsch, 1971 – Mexikó
- Tegenaria bosnica Kratochvíl & Miller, 1940 – Horvátország, Bosznia-Hercegovina, Szerbia, Montenegró
- Tegenaria bozhkovi (Deltshev, 2008) – Bulgária
- Tegenaria campestris (C. L. Koch, 1834) – Európától Azerbajdzsánig
- Tegenaria capolongoi Brignoli, 1977 – Olaszország
- Tegenaria carensis Barrientos, 1981 – Spanyolország
- Tegenaria caverna Gertsch, 1971 – Mexikó
- Tegenaria chebana Thorell, 1897 – Mianmar
- Tegenaria chiricahuae Roth, 1968 – USA
- Tegenaria chumachenkoi Kovblyuk & Ponomarev, 2008 – Oroszország
- Tegenaria circeoensis Bolzern, Burckhardt & Hänggi, 2013 – Olaszország
- Tegenaria comnena Brignoli, 1978 – Törökország
- Tegenaria comstocki Gajbe, 2004 – India
- Tegenaria concolor Simon, 1873 – Szíria
- Tegenaria cottarellii Brignoli, 1978 – Törökország
- Tegenaria croatica Bolzern, Burckhardt & Hänggi, 2013 – Horvátország
- Tegenaria daiamsanesis Kim, 1998 – Koreai-félsziget
- Tegenaria dalmatica Kulczyński, 1906 – a Földközi-térségtől Ukrajnáig
- Tegenaria decolorata Kratochvíl & Miller, 1940 – Horvát
- Tegenaria decora Gertsch, 1971 – Mexikó
- Tegenaria dentifera Kulczyński, 1908 – Ciprus
- házi zugpók (Tegenaria domestica) (Clerck, 1757) - típusfaj; kozmopolita
- Tegenaria eleonorae Brignoli, 1974 – Olaszország
- Tegenaria elysii Brignoli, 1978 – Törökország
- Tegenaria epacris Levy, 1996 – Izrael
- Tegenaria faniapollinis Brignoli, 1978 – Görögország, Törökország
- Tegenaria femoralis Simon, 1873 – Franciaország, Olaszország
- hegyi zugpók (Tegenaria ferruginea) (Panzer, 1804) – Európa, Azori-szigetek (Venezuelába behurcolták)
- Tegenaria flexuosa F. O. Pickard-Cambridge, 1902 – Mexikó
- Tegenaria florea Brignoli, 1974 – Mexikó
- Tegenaria forestieroi Brignoli, 1978 – Törökország
- Tegenaria gertschi Roth, 1968 – Mexikó
- Tegenaria halidi Guseinov, Marusik & Koponen, 2005 – Azerbajdzsán
- Tegenaria hamid Brignoli, 1978 – Törökország
- Tegenaria hasperi Chyzer, 1897 – Franciaországtól Törökországig
- Tegenaria hauseri Brignoli, 1979 – Görögország
- Tegenaria hemanginiae Reddy & Patel, 1992 – India
- Tegenaria henroti Dresco, 1956 – Szardínia
- Tegenaria ismaillensis Guseinov, Marusik & Koponen, 2005 – Azerbajdzsán
- Tegenaria karaman Brignoli, 1978 – Törökország
- Tegenaria lapicidinarum Spassky, 1934 – Oroszország, Ukrajna
- Tegenaria lehtineni (Guseinov, Marusik & Koponen, 2005) – Azerbajdzsán
- Tegenaria lenkoranica (Guseinov, Marusik & Koponen, 2005) – Azerbajdzsán, Irán
- Tegenaria levantina Barrientos, 1981 – Spanyolország
- Tegenaria longimana Simon, 1898 – Törökország, Grúzia, Oroszország
- Tegenaria lunakensis Tikader, 1964 – Nepál
- Tegenaria lyncea Brignoli, 1978 – Törökország, Azerbajdzsán
- Tegenaria maelfaiti Bosmans, 2011 – Görögország
- Tegenaria mamikonian Brignoli, 1978 – Törökország
- Tegenaria maroccana Denis, 1956 – Marokkó
- Tegenaria maronita Simon, 1873 – Szíria, Libanon, Izrael
- Tegenaria mediterranea Levy, 1996 – Izrael
- Tegenaria melbae Brignoli, 1972 – Törökország
- Tegenaria mercanturensis Bolzern & Hervé, 2010 – Franciaország
- Tegenaria mexicana Roth, 1968 – Mexikó
- Tegenaria michae Brignoli, 1978 – Libanon
- Tegenaria mirifica Thaler, 1987 – Svájc, Ausztria, Olaszország
- Tegenaria montana Deltshev, 1993 – Bulgária
- Tegenaria montiszasensis Bolzern, Burckhardt & Hänggi, 2013 – Görögország
- Tegenaria nakhchivanica (Guseinov, Marusik & Koponen, 2005) – Azerbajdzsán
- Tegenaria oribata Simon, 1916 – Franciaország
- Tegenaria pagana C. L. Koch, 1840 – Európától Közép-Ázsiáig, USA-tól Chiléig, Új-Zéland
- Tegenaria parietina (Fourcroy, 1785) – Európa, Észak-Afrikától Közép-Ázsiáig, Srí Lanka, a Antilláktól Argentínáig
- Tegenaria parmenidis Brignoli, 1971 – Olaszország
- Tegenaria parvula Thorell, 1875 – Olasz, Románia
- Tegenaria pasquinii Brignoli, 1978 – Törökország
- Tegenaria percuriosa Brignoli, 1972 – Bulgária, Törökország
- Tegenaria pieperi Brignoli, 1979 – Kréta
- Tegenaria pindosiensis Bolzern, Burckhardt & Hänggi, 2013 – Görögország
- Tegenaria podoprygorai (Kovblyuk, 2006) – Ukrajna
- Tegenaria pontica Charitonov, 1947 – Grúzia
- Tegenaria pseudolyncea (Guseinov, Marusik & Koponen, 2005) – Azerbajdzsán
- Tegenaria racovitzai Simon, 1907 – Spanyolország, Franciaország
- Tegenaria ramblae Barrientos, 1978 – Portugália, Spanyolország
- Tegenaria regispyrrhi Brignoli, 1976 – Bulgária, Görögország, Balkán
- Tegenaria rhodiensis Caporiacco, 1948 – Rodosz-sziget, Törökország
- Tegenaria rilaensis Deltshev, 1993 – Macedónia, Bulgária
- Tegenaria rothi Gertsch, 1971 – Mexikó
- Tegenaria sbordonii Brignoli, 1971 – Olaszország
- Tegenaria schmalfussi Brignoli, 1976 – Kréta
- Tegenaria schoenhoferi Bolzern, Burckhardt & Hänggi, 2013 – Görögország
- Tegenaria scopifera Barrientos, Ribera & Pons, 2002 – Baleár-szigetek
- Tegenaria selva Roth, 1968 – Mexikó
- Tegenaria serrana Barrientos & Sánchez-Corral, 2013 – Spanyolország
- Tegenaria shillongensis Barman, 1979 – India
- Tegenaria silvestris L. Koch, 1872 – Európa, Oroszország
- Tegenaria talyshica Guseinov, Marusik & Koponen, 2005 – Azerbajdzsán
- Tegenaria taurica Charitonov, 1947 – Ukrajna, Grúzia
- Tegenaria tekke Brignoli, 1978 – Törökország
- Tegenaria tlaxcala Roth, 1968 – Mexikó
- Tegenaria tridentina L. Koch, 1872 – Európa
- Tegenaria tyrrhenica Dalmas, 1922 – Franciaország, Olaszország
- Tegenaria vallei Brignoli, 1972 – Líbia
- Tegenaria vankeerorum Bolzern, Burckhardt & Hänggi, 2013 – Görögország
- Tegenaria vignai Brignoli, 1978 – Törökország
- Tegenaria zagatalensis Guseinov, Marusik & Koponen, 2005 – Azerbajdzsán
- Tegenaria zamanii Marusik & Omelko, 2014 – Irán
- Tegenaria wittmeri Brignoli, 1978 – Bhután

### Fordítás
- Ez a szócikk részben vagy egészben  a   Tegenaria című angol Wikipédia-szócikk ezen változatának fordításán alapul.  Az eredeti cikk szerkesztőit annak laptörténete sorolja fel. Ez a jelzés csupán a megfogalmazás eredetét és a szerzői jogokat jelzi, nem szolgál a cikkben szereplő információk forrásmegjelöléseként.